# Шибалов, Александр Никонорович
Алекса́ндр Никоно́рович Шиба́лов (9 сентября 1913 года, Кашаево, Тверская губерния — 31 декабря 1987 года) — советский государственный и политический деятель, председатель Ленинградского областного исполнительного комитета.

## Биография
С 1933 года, окончив Калининский сельскохозяйственный техникум, работал старшим зоотехником, заведующим опорным пунктом опытной станции по животноводству в Читинской области и в Бурятии.
15 мая 1942 года Агинским окружным военкоматом был призван в ряды РККА. Воевал на Ленинградском и Калининском фронтах в должности командира взвода автоматчиков (114-я отдельная стрелковая бригада); 19.8.1943 был тяжело ранен в бою. После излечения служил старшим инструктором Павловского райвоенкомата (Ленинградская область); демобилизован в 1946 году.
С 1943 года — кандидат, с 1945 — член ВКП(б).
С 1947 года — на партийной, советской работе: инструктор, заведующий сельскохозяйственным отделом, второй секретарь Павловского райкома ВКП(б). Затем — второй секретарь, 1-й секретарь Гатчинского горкома КПСС (1957—1961), председатель Гатчинского райисполкома.
С 1961 года работал в Ленинградском обкоме КПСС: секретарь обкома (1961 — январь 1963, 15.12.1964 — май 1968), 2-й секретарь сельского обкома КПСС (18.1.1963 — 15.12.1964). В 1965 году заочно окончил Ленинградский сельскохозяйственный институт.
С мая 1968 по ноябрь 1980 года — председатель Исполнительного комитета Ленинградского областного Совета. Инициировал разработку перспективного плана углубления концентрации и специализации сельскохозяйственного производства с переводом его на промышленную основу.
В 1980 году вышел на пенсию.
Был избран депутатом Леноблсовета, депутатом (от Ленинградской области) Совета Союза Верховного Совета СССР 8-го (1970—1974), 9-го (1974—1979) и 10-го (1979—1984) созывов. Делегат XXII (1961), XXIV (1971), XXV (1976) съездов КПСС. Кандидат в члены ЦК КПСС (9.4.1971 — 24.2.1976), член ЦК КПСС (5.3.1976 — 23.2.1981).
Умер в 1987 году.

### Семья
Жена — Татьяна Артёмовна.
Сын — Андрей (р. 1963).

## Награды
- орден Красной Звезды (24.2.1945)[6]
- орден Отечественной войны I степени (6.11.1985)[13]
- два ордена Ленина
- орден Октябрьской Революции
- орден Трудового Красного Знамени
- медали[1].